# シャチー
シャチー（サンスクリット: Śacī）は、インド神話に登場する女神。アスラ（阿修羅）の娘でインドラ（帝釈天）の妻であるため、ヒンドゥー教における別名をインドラーニーという。
漢訳仏典では舎脂（しゃし）または舎支と音写されている。また仏教における帝釈天の人間時代における名前は憍尸迦（きょうしか）というので「憍尸迦夫人」とも称される。逆に、帝釈天を舎脂鉢低（Śacīpati、シャチーの夫）とも呼ぶ。
慧苑や慧琳は「舎支」を「設施」に改めた上で月の別名とするが、月を意味するŚaśinは別語であるから、これは誤りであるとされる。

## 概要
仏典では、舎脂は阿修羅族の王の娘であった。阿修羅王は帝釈天に舎脂を嫁がせたいと思っていた。が、帝釈天は待ちきれずとうとう舎脂を力ずくで奪い、凌辱した。それを怒った阿修羅王が帝釈天に戦いを挑むことになった。凌辱された後の舎脂は戦の最中であっても逆に帝釈天を愛してしまったことに阿修羅はさらに怒り、争いは天界全部をも巻き込んでしまった。阿修羅は復讐に燃える悪鬼となってしまった。力の神である帝釈天に勝てる筈もなく敗れた阿修羅族はこれをきっかけに天界である忉利天と善見城から追放されてしまう（詳細は「阿修羅」の項を参照）。
ヒンドゥー教では、シャチーはアスラ神族ダーナヴァ族プローマンの娘である。やはりインドラに凌辱されるもののインドラを愛してしまう。プローマンはインドラとの戦いで敗れ戦死し、アスラ神族は追放される。そしてシャチーは天帝となったインドラ王の神妃となり、ジャヤンタを産んだ。シャチーは怒りと嫉妬の女神ともされる。また、シャチーはサプタ・マートリカー（七福神）であり、タントラでは、黄金の体でその手には雷またはインドラ同様ヴァジュラを持つとされる。『マハーバーラタ』では、インドラ王不在の際に代理の王として就いたナフシャから邪心を抱かれるが貞淑を貫いたという。